# Сунниты
Сунни́ты, ахль ас-су́нна ва-ль-джама‘а (от араб. أهل السنة والجماعة‎ — «люди сунны и согласия общины») — последователи основного и наиболее многочисленного направления в исламе.

## Этимология
Название суннитов происходит от самоназвания «ахль ас-сунна валь-джама‘а». Первая часть (ахль ас-сунна) подразумевает следование пути пророка Мухаммеда и его сподвижников, так как одно из главных значений слова сунна — «путь». Для суннитов Коран и сунна являются первоисточниками религии, они решают различные проблемы на основании ясных и недвусмысленных аятов Корана и хадисов, а в случае их отсутствия — на основании доводов своего разума (иджтихад). Вторая часть названия (ва-ль-джама‘а) подразумевает признание общины и миссии всех сподвижников Пророка и следование их методу при решении различных проблем. Впервые термин «джама‘а» стал известен после передачи Хасаном ибн ‘Али власти в Халифате Муавии I. Год, в котором был положен конец гражданской войне, вошёл в историю как «год единства» (санат аль-джама‘а).

## История
В период жизни пророка Мухаммада и первых трёх Праведных халифов мусульманская община (умма) была единой. После убийства халифа ‘Усмана (656) в мусульманском обществе произошёл раскол, который ещё более углубился в процессе противостояния Али с Муавией. После расширения Халифата некоторые народы[какие?], принявшие ислам, пытались привнести в исламскую доктрину привычные им воззрения из своих прошлых верований. Это способствовало развитию сектантства и крайностей в воззрениях, приведших к расколу общества. Против сектантства и крайностей выступили многие сподвижники и их последователи (табиины), придерживавшиеся умеренного пути. Основоположниками этого пути можно считать Ибн ‘Умара, Ибрахима ан-Нахаи, Хасана аль-Басри и Абу Ханифу и других исламских богословов.
Большую роль в систематизации «умеренных» убеждений суннитов сыграл Хасан аль-Басри, изложивший своё видение политических проблем и сектантства. Он подверг критике методы правления Омейядской династии и выступил против их тирании. Хасан аль-Басри заявил о запрете поддерживать власть, повеления которой противоречат положениям Корана и сунны. Это заявление он сделал, основываясь на хадисе Пророка о запрете подчинения повелению людей, которые призывают к греху против Аллаха. Он был сторонником терпения и пассивного сопротивления, уповая на помощь Аллаха, а не вооружённых выступлений против власти. При этом мусульмане должны действовать только в соответствии с предписаниями факихов, избегая самодеятельности.
Хасан аль-Басри также занял жесткую позицию, «обособив» основоположника мутазилизма Васила ибн Ата, пытавшегося привнести свои взгляды по вопросу людей, совершивших большие грехи (кабаир), и по проблеме предопределения (кадар). Воззрения «крайних» шиитов и хариджитов, которые считали людей, совершивших грехи, вышедшими из лона ислама, он также отверг. Для обозначения «умеренного» пути и единой и чистой веры, которая была до возникновения смуты, сектантства и гражданского противостояния в обществе, Хасан аль-Басри использовал такие термины, как «ахль аль-сунна», «ахль аль-хакк», «ахль аль-джама‘а», «ахль аль-хадис». Термин «Ахль аль-Сунна» впервые был введён Ибн Сирином (ум. 728), которым стали называть представителей правоверного большинства мусульман. В отношении суннитов применялся также термин «ахль аль-хакк ва-ль-джама‘а», введённый Абу аль-Лейсом ас-Самарканди (ум. 898). Со II века хиджры для обозначения суннитов употреблялись также термины «ахль аль-хакк ва аль-истикама», «ахль ас-сунна ва-н-накль», «асхаб аль-хадис». Ещё позднее для подавляющего большинства мусульман, следовавших путём пророка Мухаммада и его сподвижников, появился обобщающий термин «ахль ас-сунна валь-джама‘а», который также встречается впервые у Абу аль-Лейса ас-Самарканди в работе «аш-Шарх аль-фикх аль-акбар».
Понятие «ахль ас-сунна» являлось выражением противодействия против деятельности различных раскольничьих сект. Сунниты сохранили единство уммы, не позволив членам различных сект привнести в религию недозволенные нововведения и исказить исламское вероучение. Согласно традиции, пророком Мухаммадом предсказано разделение исламской общины на многочисленные секты, а также о том, что среди мусульман будет «спасённая» группа (наджия), которой и будут представители «ахль ас-сунна ва-ль-джама‘а».
В результате ожесточённой полемики с шиитами, хариджитами, мутазилитами и различными философскими школами в исламе выработались и систематизировались теоретические основы убеждений суннитов. Все это нашло отражение в суннитских мировоззренческих школах матуридитов, ашаритов и асаритов (салафитов), которые по сегодняшний день представляют доктрину суннитов. Эти три направления ортодоксальной исламской мысли имеют между собой некоторые различия, которые не носят принципиального характера. Выдающимися учёными, развившими положения ортодоксального ислама, были Абу Мансур аль-Матуриди, Абу-ль-Хасан аль-‘Ашари, Абу Хамид аль-Газали, Ибн Таймия и другие. Одновременно с мировоззренческими школами развивались и правовые школы (мазхабы) суннитов, среди которых получили широкое распространение ханафитский, маликитский, шафиитский и ханбалитский мазхаб. Большинство представителей ханафитского мазхаба является матуридитами, большинство маликитов и шафиитов — ашариты, а ханбалиты — салафиты.

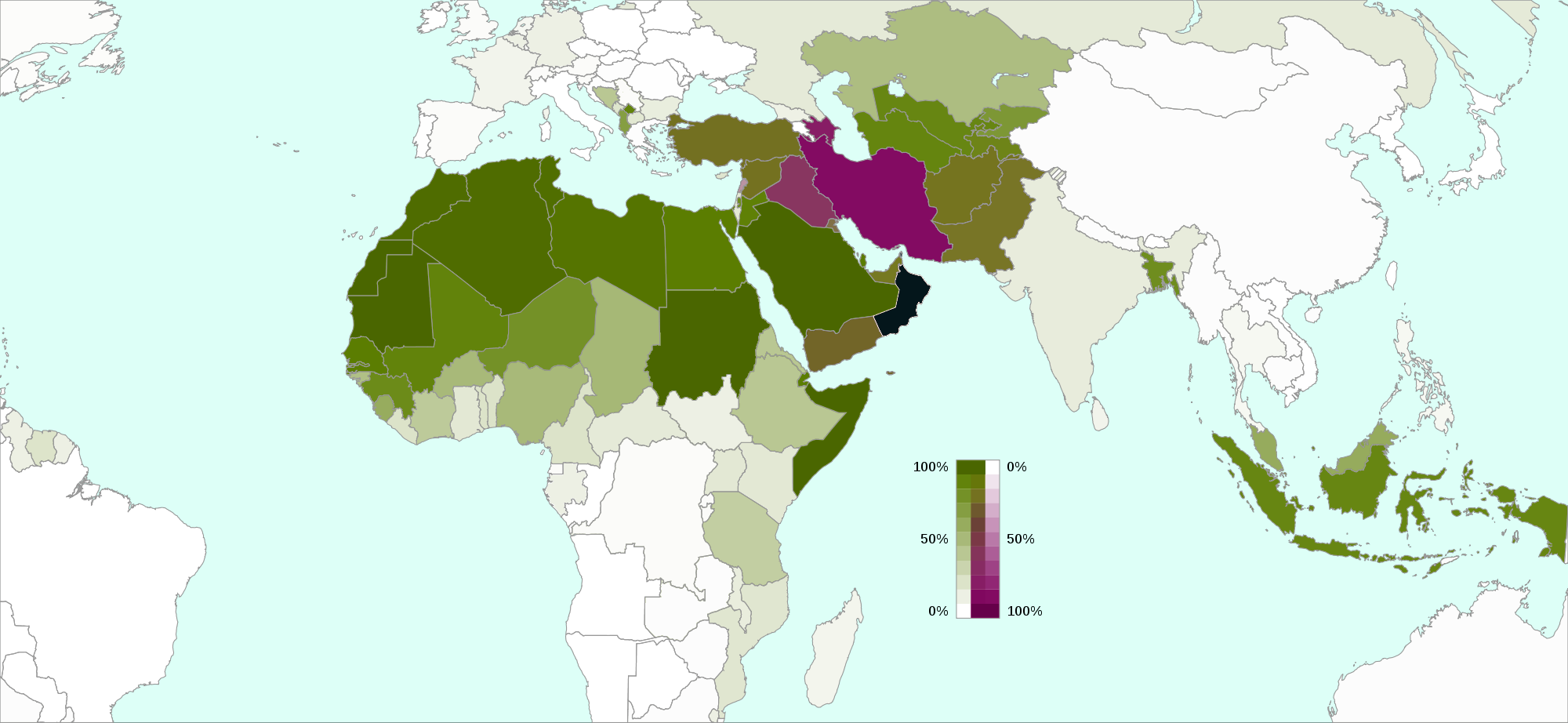
Страны с долей мусульман больше 10 % — зелёный: сунниты, фиолетовый: шииты, чёрный: ибадиты

## Распространение

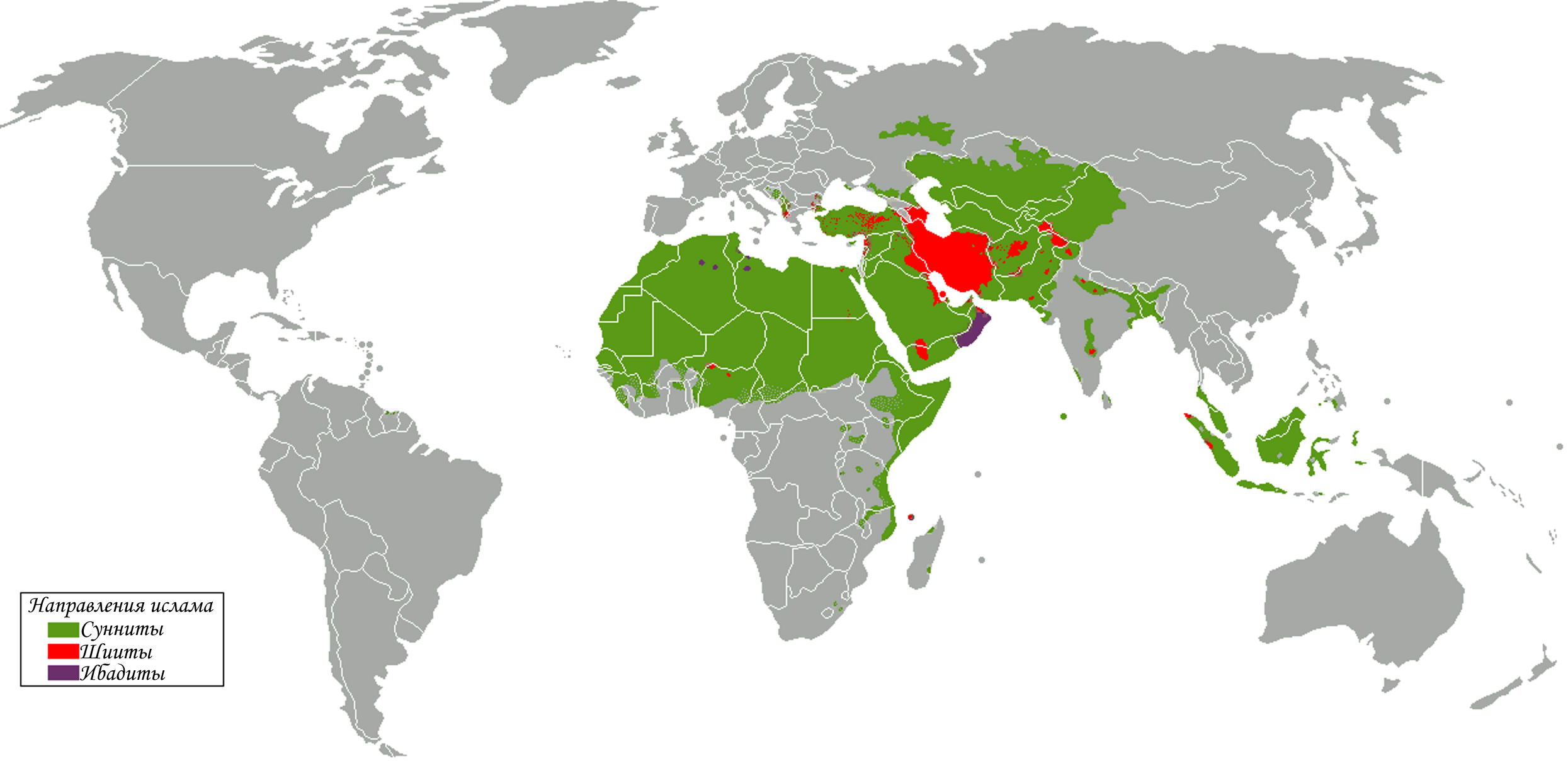
Распространение в мире

Согласно исследованию Pew Research Center 2010 года в мире существует 1,62 млрд мусульман, из которых суннитами являются 85 — 90 %.

## Особенности суннизма
Сунниты делают особый акцент на следовании сунне пророка Мухаммеда (его поступкам и высказываниям), на верности традиции, на участии общины в выборе своего главы — халифа.
Основными признаками принадлежности к суннизму считаются:
- признание достоверности шести крупнейших сводов хадисов (составленных Аль-Бухари, Муслимом, ат-Тирмизи, Абу Даудом, ан-Насаи и Ибн Маджи);
- признание четырёх юридических школ: маликитского, шафиитского, ханафитского и ханбалитского мазхабов;
- признание школ акиды: асаритской, ашаритской и матуридитской;
- признание законности правления Праведных халифов — Абу Бакра, ‘Умара, ‘Усмана и ‘Али (ибадиты признают только Абу Бакра и Умара, а шииты признают только Али);
- верховные правители мусульманской общины [суннитов] должны быть из племени Курайшитов[4];

Неизвестно точно, когда оформился термин «суннизм», однако в сравнении с шиизмом суннизм имеет более чёткое содержание — это следование жизненному пути пророка Мухаммада. Шиизм же лишь признаёт право на преемничество потомков Али в качестве духовного и светского главы мусульманской общины.

### Хадисоведение
В первые века распространения ислама абсолютное большинство хадисов, из которых состоит сунна, распространялось устным путём — от сподвижников, которые пересказывали слова пророка Мухаммеда или повествовали о его действиях, к ученикам, которые запоминали всё это и, в свою очередь, передавали эти знания своим ученикам. Однако когда сподвижники по мере распространения религии ислама стали разъезжаться по разным концам Халифата и в связи с общим уменьшением их количества, большое внимание стало уделяться записи хадисов и их сохранению в письменной форме. Первым сборником хадисов, в котором хадисы классифицированы согласно различным разделам фикха, стал сборник имама Малика «аль-Муватта». Первым же, кто начал классифицировать хадисы по именам их передатчиков, стал Абу Дауд.
Примерно через 200 лет после смерти пророка Мухаммеда были написаны шесть основных суннитских сборников хадисов, собранные исламскими богословами. Их назвали Кутуб ас-ситта («Шесть сводов [хадисов]») или ас-Сихах ас-ситта («Достоверная шестёрка»). Официально они впервые были собраны в XI веке исламским богословом Ибн аль-Кайсарани.

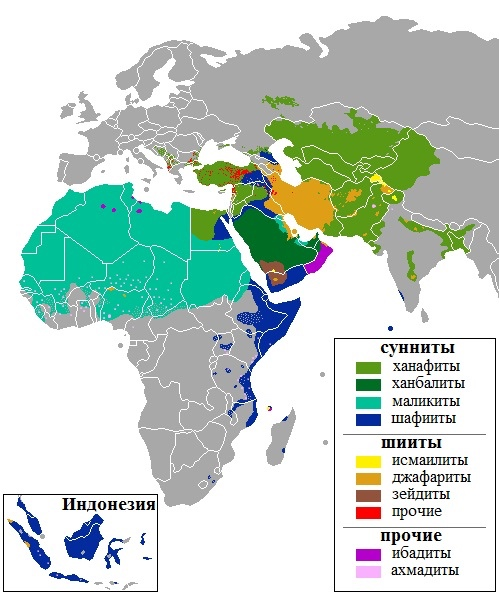
Карта распространения мазхабов

Кутуб ас-Ситта пользуются всеобщим признанием у суннитов. К ним относятся:
1. «Аль-Джами ас-Сахих» имама аль-Бухари;
2. «Аль-Джами ас-Сахих» имама Муслима;
3. «Сунан» имама Абу Дауда;
4. «Джами» имама ат-Тирмизи;
5. «ас-Сунан аль-Сугра» имама Ан-Насаи;
6. «Сунан» имама Ибн Маджа.

Что же касается достоверности хадисов Кутуб ас-Ситта, то сунниты достоверными считают хадисы, приведённые в сборниках аль-Бухари и Муслима, а относительно достоверности некоторых хадисов, упомянутых в других трудах, среди суннитских хадисоведов существуют разногласия.

### Правовые школы
Сунниты признают четыре богословско-правовые школы, именуемые «мазхабами»: маликитский, шафиитский, ханафитский и ханбалитский. Один суннитский мазхаб — захиритский — ныне полностью исчез. Все четыре школы признают правомерность друг друга. Мусульманин может выбрать любую из этих школ и следовать той, у которой есть достоверный довод из Корана и сунны в понимании сподвижников.
Маликитский мазхаб
Основателем маликитского мазхаба считается Малик ибн Анас. Для вынесения правовых предписаний и суждений имам Малик опирался на следующие источники: Коран, сунну, «деяния мединцев», мнения сподвижников Пророка, суждение по аналогии (кияс) и «независимое суждение ради пользы» (истислах).
Ученики Малика продолжили его дело и положили начало формированию мазхаба. Маликитский правовой толк распространился во многих странах. В самой Медине, а также Хиджазе этот мазхаб, правда, не обрёл популярности, но нашёл многочисленных последователей на западе мусульманского мира, в Северной Африке и мусульманской Испании, а также в Кувейте и Бахрейне.
Шафиитский мазхаб
Основателем шафиитского мазхаба является Мухаммад аш-Шафи‘и. Этот мазхаб сложился под сильным влиянием ханафитского и маликитского мазхабов и воспринял их особенности. Для вынесения правового решения (фетвы) шафиитские правоведы используют Коран, сунну пророка Мухаммеда, единодушное мнение авторитетных правоведов, мнение сподвижников пророка Мухаммеда, суждения по аналогии и истихсаб.
Начиная с III века хиджры шафиитский мазхаб приобрёл большую популярность в Египте. Длительное время он преобладал в Иране и сохранил последователей, несмотря на то, что официальной идеологией государства является сегодня шиизм. В Ираке и Мавераннахре шафиитский мазхаб спорил в популярности с ханафитским. Сегодня он является доминирующим в Сирии, Ливане, Палестине и Иордании, имеет многочисленных последователей в Ираке, Пакистане, Индии, Малайзии и Индонезии, а также в Дагестане, Чечне и Ингушетии. Положения шафиитского мазхаба легли в основу законодательства Сомали, Коморских Островов и других исламских государств.
Ханафитский мазхаб
Основателем ханафитского мазхаба является Абу Ханифа и его ученики Мухаммад аш-Шайбани, Абу Юсуф и Зуфар ибн аль-Хузайл.
Ханафитский мазхаб является самым распространённым среди всех правовых школ. Ханафиты живут в Средней и Центральной Азии, Южной Азии (Афганистан, Пакистан, Индия), Азербайджане, Турции, Сирии, Египте и других странах. В России ханафитами являются татары, башкиры, ногайцы, карачаевцы, адыги (адыгейцы, кабардинцы, черкесы), абазины, часть кумыков в Дагестане и другие народы.
Ханафитский метод вынесения правовых предписаний основан на следующих источниках: Коран, сунна, единодушное мнение сподвижников, индивидуальные мнения сподвижников Пророка, суждение по аналогии с тем, что уже имеется в Коране, истихсан и местный обычай.
Почти все наследие Абу Ханифы было передано им в устной форме ученикам, которые зафиксировали и систематизировали положения его мазхаба. В сохранении, систематизации и распространении школы Абу Ханифы выдающуюся роль сыграли два его наиболее известных ученика (сахибайн) — Абу Юсуф и Мухаммад аш-Шайбани.
Один из методов вынесения правовых решений в ханафитском мазхабе — четкая иерархия вердиктов авторитетов школы (Абу Ханифа, Абу Юсуф, аш-Шайбани, другие). Если по какой-либо проблеме возможно применение как кияса, так и истихсана, то в большинстве случаев приоритет отдаётся истихсану. В случае необходимости выбора из имеющихся различающихся предписаний приоритет отдаётся наиболее убедительному или мнению большинства. Слабые и сомнительные хадисы используются в качестве аргумента лишь в исключительных случаях. В основном отдаётся предпочтение над ними истихсану.
Ханафитская школа поощрялась Аббасидами, заинтересованными в правовой основе государства. Абу Юсуф был поставлен халифом Харуном ар-Рашидом верховным судьёй (кадием) Багдада и сам назначал судей в провинции, отдавая предпочтение представителям своего мазхаба, и тем самым способствуя его распространению. В Османской и могольской империи ханафитский мазхаб получил государственный статус.
Ханбалитский мазхаб
Основатель ханбалитского мазхаба — Ахмад ибн Ханбаль. Ханбалитский мазхаб является самым малочисленным мазхабом по числу приверженцев. Догматическо-правовая школа ханбализма является официальной в Саудовской Аравии и Катаре, значительное число ханбалитов проживают на территории ОАЭ, султаната Оман и других государств Персидского залива. Общины ханбалитов имеются в Ираке, Сирии, Египте, Палестине и Афганистане.
Ханбалитство сформировалось во время острого социально-политического кризиса в Аббасидском халифате в IX веке, когда признание принципа мутазилитов о «сотворённости Корана» стало тестом на лояльность к правящему халифу аль-Мамуну. Ахмад ибн Ханбаль отказался соглашаться с этим тезисом и стал жертвой т. н. михны. Ханбализм выразил взгляды наиболее консервативной части мусульманского общества, которые видели угрозу в распространении рационалистических идей калама.
В политическом плане учение ибн Ханбаля, согласно ортодоксальным нормам ислама, проповедует политическую терпимость к власть имущим, даже если правитель мусульман является явным нечестивцем и грешником. Он призывал к воздержанию от публичной критики халифов и от восстания против них, ибо обратное могло привести к неприемлемому расколу в мусульманском обществе и анархии в государстве.
Последователи ханбалитского мазхаба, отличавшиеся категорическим неприятием религиозных новшеств и буквалистской интерпретацией священных текстов, были непримиримыми противниками ашаритов, которые пытались скрестить мутазилитскую рационалистическую философию с исламскими догматами. Из-за неприятия монгольских завоевателей ханбалиты к XIII веку в значительной мере потеряли влияние в мусульманских странах.
На сегодняшний день ханбалитский мазхаб является официальной правовой школой Саудовской Аравии и Катара. Ханбалиты проживают в ОАЭ (в Шардже, Рас эль-Хайме, Эль-Фуджайре), Кувейте, Бахрейне и Омане (Джаалан, регион Эш-Шаркия). Незначительное число ханбалитов живёт в Ираке, Сирии, Египте, Палестине и Афганистане.
К источникам ханбалитского права относятся: Коран, сунна пророка Мухаммеда, правовые решения (фетвы) сподвижников пророка Мухаммеда, мнения сподвижников по различным вопросам, хадисы-мурсал и хадисы-даиф, кияс, истислах, иджма и истисхаб.
Захиритский мазхаб
Основатель захиритского мазхаба — Давуд ибн ‘Али аз-Захири. Согласно Ибн ан-Надиму, Давуд ибн ‘Али был первым факихом, кто в правовой практике опирался исключительно на «внешнее», буквальное понимание Корана и сунны, отрицая всякую возможность видеть в текстах скрытый смысл (батин) и толковать их аллегорически или рационально. В вопросах методологии права (усуль аль-фикх) захиритские факихи были противниками использования логико-рационалистических приёмов (ар-рай, истихсан, истисхаб и др.). Позже было допущено применение в очень ограниченных пределах кияса и иджмы.
Этот мазхаб был широко распространён в мусульманском мире в X—XIII веках. Представители его имелись как на востоке Халифата (в частности, в Хорасане), так и на западе (в Андалусии жил захиритский богослов ибн Хазм). В XII веке при Альмохадах захиритский мазхаб был признан официальной правовой школой. После XV века захириты постепенно исчезли.

### Догматические школы
Ашариты
Основатель ашаритской школы — выдающийся мусульманский мыслитель и философ Абуль-Хасан аль-Ашари (873 или 874—935). Идеи ашаритов получали распространение преимущественно в среде шафиитов и маликитов.
После X века ашаризм стал основной школой калама. Ашаризм представлял решение теологических вопросов между позицией мутазилитов и асаритов, сторонников свободы воли (кадаритов) и сторонников предопределения (джабаритов), номинализма и реализма в осмыслении божественных атрибутов, направленных на смягчение последствия деятельности «абсолютного разума» мутазилитов. Ашариты отвергали таклид (слепое следование религиозным авторитетам без предварительного сомнения в истинности их суждений) и отрицали существование естественных причинно-следственных связей между явлениями.
Ашаризм, как и калам в целом, отличается рационализмом, антиавторитаризмом и выделением внимания к философской проблематике. Начиная с деятельности аш-Шахрастани и ар-Рази происходит сближение ислама и восточного перипатетизма, завершившееся в конечном счёте их слиянием.
Матуридиты
Эпонимом матуридизма является Абу Мансур аль-Матуриди (ум. 994), который использовал «доводы разума» и каламические доказательства в спорах с мутазилитами и джахмитами.
Матуридизм окончательно сформировался в XIII веке, а наибольшее распространение и влияние получил во времена османского господства в мусульманском мире. Матуридизм принят большинством ханафитов в качестве доктринальной основы веры.
Философия аль-Матуриди и его взгляды в целом близки к убеждениям Абуль-Хасана аль-Ашари (эпоним ашаритов), который был его современником. Оба философа разработали свои доктрины в ответ на еретические взгляды мутазилитов. Различия между этими школами заключается в вопросах о «бытие Божьем», в котором аль-Матуриди разрешал, помимо откровения, опираться на разум, однако в то же время он признавал, что Божьих повелений разумом постичь невозможно.
Асариты
Суннитская школа вероубеждения (акиды), отличающаяся приверженностью строгому традиционализму и текстуализму в толковании Корана и Сунны. Приверженцы асарии отрицают иносказательное толкование Корана (та’виль), оставляя смысл неясных аятов о божественных атрибутах и не размышляя о них и при этом не придавая им буквальный смысл. Название образовано от слова асар, означающего «след», «отпечаток», «предание», «цитату». Основными источниками вероубеждения у асаритов являются Коран и сунна пророка Мухаммеда. При объяснении смыслов неясных сообщений они считают, что только Бог владеет их правильным пониманием, а люди должны принимать сообщения «не спрашивая, как» (би-ля кайфа), не пытаясь придумать им рациональное объяснение. Ярким представителем данной школы является Ахмад ибн Ханбал.

### Имамат
Верховная власть в системе теократического исламского государства (халифате), по воззрению суннитов, должна принадлежать правителям (халифам), избираемым или назначаемым из числа курайшитов. Впрочем, последующая традиция признавала законным переход власти в рамках одной семьи, правящей династии, и для назначения наследника требовалось прежде всего решение самого правящего халифа, как это было во время халифатов Омейядов и Аббасидов. Шииты же признают лишь власть духовных лиц (имамов), которые являются потомками Мухаммеда по линии его двоюродного брата Али ибн Абу Талиба.